# 大岡忠相
大岡 忠相（おおおか ただすけ）は、江戸時代中期の幕臣、大名。大岡忠世家の当主で、西大平藩初代藩主。生家は旗本大岡忠吉家で、父は美濃守大岡忠高、母は北条氏重の娘。忠相の子孫は代々西大平藩を継ぎ、明治時代を迎えた。大岡忠房家の第4代当主で、9代将軍徳川家重の御側御用人として幕政においても活躍した大岡忠光（後に岩槻藩主）とは遠い縁戚（忠相と忠光の父・忠利がはとこ）に当たり、忠相とも同族の誼を通じている。

## 人物
8代将軍・徳川吉宗が進めた享保の改革を町奉行として支え、江戸の市中行政に携わったほか、評定所一座に加わり、関東地方御用掛、奏者番、寺社奉行を務めた。越前守だったことと『大岡政談』や時代劇での名奉行としてイメージを通じて、現代では大岡越前守または大岡越前守忠相公として知られている。通称は求馬、のち市十郎、忠右衛門。諱は忠義、のち忠相。

## 生涯

「大岡七宝」特に大岡忠相が用いた図案の家紋

### 出生から町奉行就任まで
1700石の旗本・大岡忠高の四男として江戸に生まれる。貞享3年（1686年）、同族の1920石の旗本・大岡忠真（大岡忠右衛門）の養子となり、忠真の娘と婚約する。貞享4年（1687年）には5代将軍・徳川綱吉に初めて御目見する。元禄9年（1696年）に従兄にあたる大岡忠英の事件に連座して閉門処置となる。翌年に赦され、養父病死のため元禄13年（1700年）、家督と遺領を継ぎ、忠世家3代当主となる。
綱吉時代に、寄合旗本無役から元禄15年（1702年）には書院番となり、翌年には元禄大地震に伴う復旧普請のための仮奉行の一人を務める。宝永元年（1704年）には徒頭、宝永4年（1707年）には使番となり、宝永5年（1708年）には目付に就任し、幕府官僚として成長する。宝永6年（1709年）には嫡男・忠宜が誕生する。
6代将軍・徳川家宣の時代、正徳2年（1712年）正月に遠国奉行のひとつである山田奉行（伊勢奉行）の17代目に就任、佐野直行の跡役で、相役は渡辺輝。同年4月には任地へ赴いている。同年には従五位下・能登守に叙任。正徳3年（1713年）には交代で帰府し、翌年に再び赴任している。
在職中には、奉行支配の幕領と紀州徳川家領の間での係争がしばしば発生しており、山田（現・伊勢市）と松坂（現・松阪市）との境界を巡る訴訟では、紀州藩領の松坂に有利だった前例に従わずに公正に裁いたという。当時の紀州藩主で、後に将軍職に就任し忠相を抜擢する吉宗は、事実上一方の当事者だったにもかかわらず、忠相の公正な裁きぶりを認めたという。山田奉行時代に忠相と吉宗の間に知縁ができたとする同様の巷説は幾つかあるが、実際には奉行時代の忠相には他領との係争を裁定する権限はなく、後代に成立したものであると考えられている。また遠国奉行を経て江戸町奉行という昇進コースは順当なものであり、60代で就任することが多かった町奉行に40代で就任したことは、とりたてて抜擢人事などではないと指摘される。山田と松坂との境界を巡る訴訟については、紀州藩との境域問題を解決したのは第18代大岡越前ではなく第10代桑山貞政（桑山丹後守後改下野守）であることは「寛文十年二月十日去る寛文七年十一月十五日桑山丹後守に依って確定した神領前山境域に対し幕府より其の朱印状が下付された」と「山田奉行御役所旧記」に記録されており、山田三方会合「山田古法式目」にも桑山貞政奉行が紀州藩に申し入れ、寛文7年11月に解決したと記されている。これを大岡越前の業績としたのは、享保以降、歌舞伎の題材を狙った作り話と言う説がある。
7代将軍・徳川家継の時代の享保元年（1716年）には普請奉行となり、江戸の土木工事や屋敷割を指揮する。大久保忠位の跡役で、相役は島田政辰と朽木定盛。同年8月には徳川吉宗が将軍に就任し、解任された新井白石や間部詮房らの屋敷代にも携わっている。忠相は翌享保2年（1717年）、江戸町奉行（南町奉行）となる。松野助義の跡役で、相役の北町奉行は中山時春、中町奉行は坪内定鑑。坪内定鑑の名乗りが忠相と同じ「能登守」であったため、このときに忠相は「越前守」と改める。

### 町奉行時代の活躍

徳川吉宗

吉宗は享保の改革と呼ばれる幕政改革に着手するが、忠相は諸改革のうち町奉行として江戸の都市政策に携わることになり、評定所一座にも加わり司法にも携わった。このころ奉行所体制の機構改革が行われており、中町奉行が廃止され両町奉行所の支配領域が拡大し、忠相の就任時には町奉行の権限が強化されていた。享保4年（1719年）には本所奉行を廃止して本所深川地域を編入し、奉行所の機構改革も行う。享保8年（1723年）には相役中山時春が辞任し、跡役は諏訪頼篤となる。
市政においては、町代の廃止（享保6年）や町名主の減員など町政改革も行なう一方、木造家屋の過密地域である町人域の防火体制再編のため、享保3年（1718年）には町火消組合を創設して防火負担の軽減を図り、享保5年（1720年）にはさらに町火消組織を「いろは四十七組（のちに四十八組）」の小組に再編成した。また、瓦葺屋根や土蔵など防火建築の奨励や火除地の設定、火の見制度の確立などを行う。これらの政策は一部町名主の反発を招いたものの、江戸の防火体制は強化された。享保10年（1725年）9月には2,000石を加増され3,920石となる。風俗取締では私娼の禁止、心中や賭博などの取締りを強化する。
享保6年（1721年）12月には吉宗が設置していた目安箱に小川笙船から施薬院設置を嘆願する投書があった。吉宗は有馬氏倫に施薬院の設立を命じ、忠相は北町奉行の中山時春とともに小石川養生所の設置に尽力している。
下層民対策では、このほか与力の加藤枝直（又左衛門）を通じて紹介された青木昆陽（文蔵）を書物奉行に任命し、飢饉対策作物として試作されていたサツマイモの栽培を助成する。将軍吉宗が主導した米価対策では米会所の設置や公定価格の徹底指導を行い、物価対策では株仲間の公認など組合政策を指導し、貨幣政策では流通量の拡大を進言している。
現在では、書籍の最終ページに「奥付」が記載されるが、これは、少数ながら自発的に奥付を付けている書籍はあったものを、享保6年（1721年）に大岡越前が奥付を義務化させたことにより一般化した。
また、在任中の享保7年（1722年）には弛緩していた江戸近郊の秩序再建のため、地方御用を拝命して農政にも携わり、役人集団を率いて武蔵野新田や上総国新田の支配、小田原藩領の酒匂川普請などに携わっており、さらに儒教思想を浸透させるため忠孝者への褒賞も積極的に行っている。

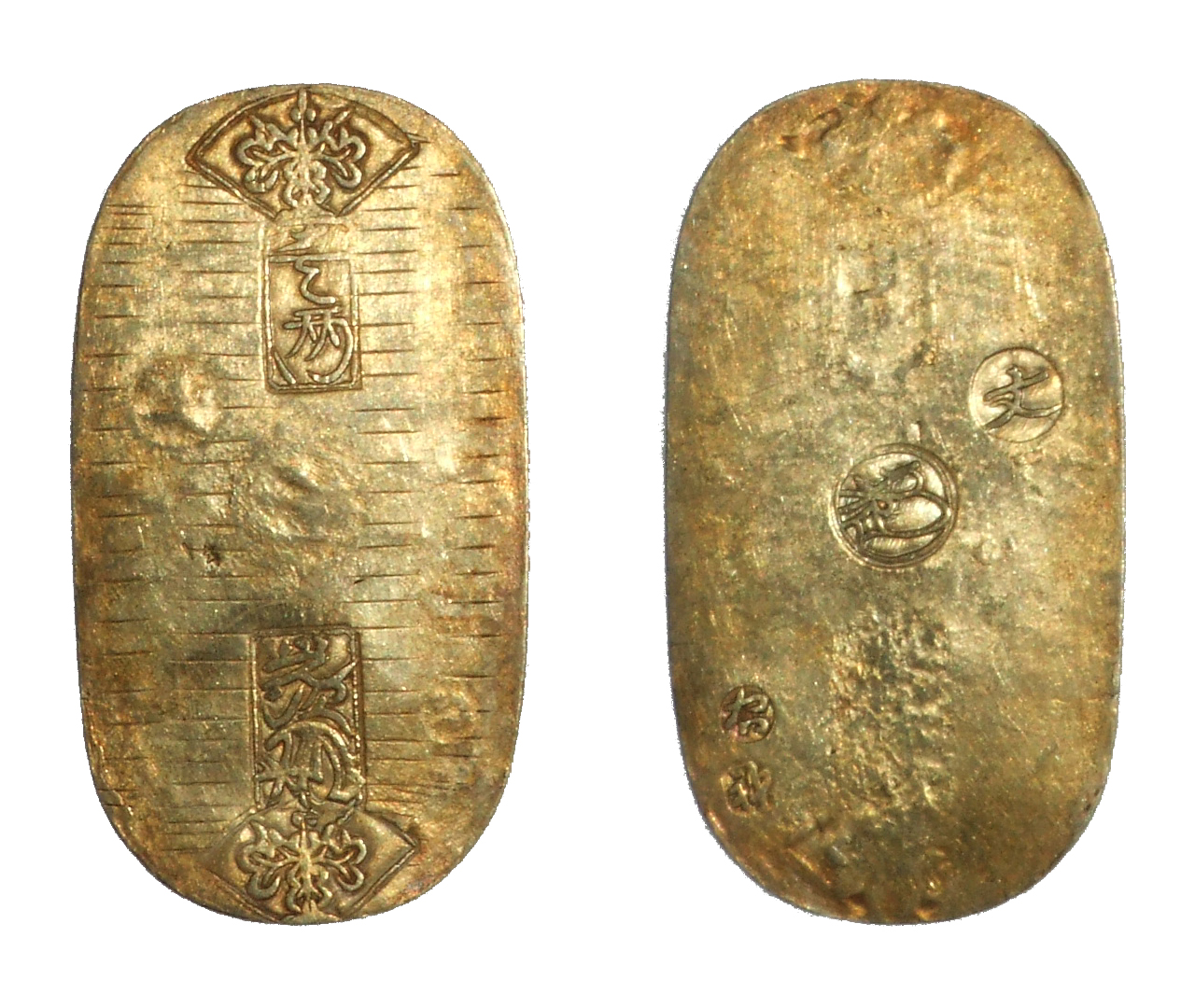
元文小判（文字小判）

元文元年（1736年）5月12日、幕府は町奉行の大岡忠相と勘定奉行の細田時以を最高責任者とした貨幣改鋳を実施する。当日、大岡により発せられた町触には、通貨不足の状況を解決するため、貨幣の質を落とす改鋳を実施したと明言されている。改鋳直後、商人らによる良質の旧銀の退蔵によって銀が高騰したため、同年6月26日、大岡は銀高となった理由を問うべく本両替町と駿河町の両替商10人を奉行所に呼び出した。しかし、病気や他国へ出かけているなどの理由で、手代が主人の名代として出向いた。忠相は主人らの代わりに手代らを詰問したが満足な回答を得られなかったため、彼らを全員伝馬町の牢屋へ投獄した。これに慌てた両替商や町家主たちの数十回にわたる嘆願も忠相は聞き入れなかった。同年8月12日に忠相が突然寺社奉行に転任し、もう1人の町奉行（北町奉行）の稲生正武が8月19日に出牢を許可するまで、手代らは53日もの間牢屋に留め置かれた。

### 寺社奉行時代から晩年

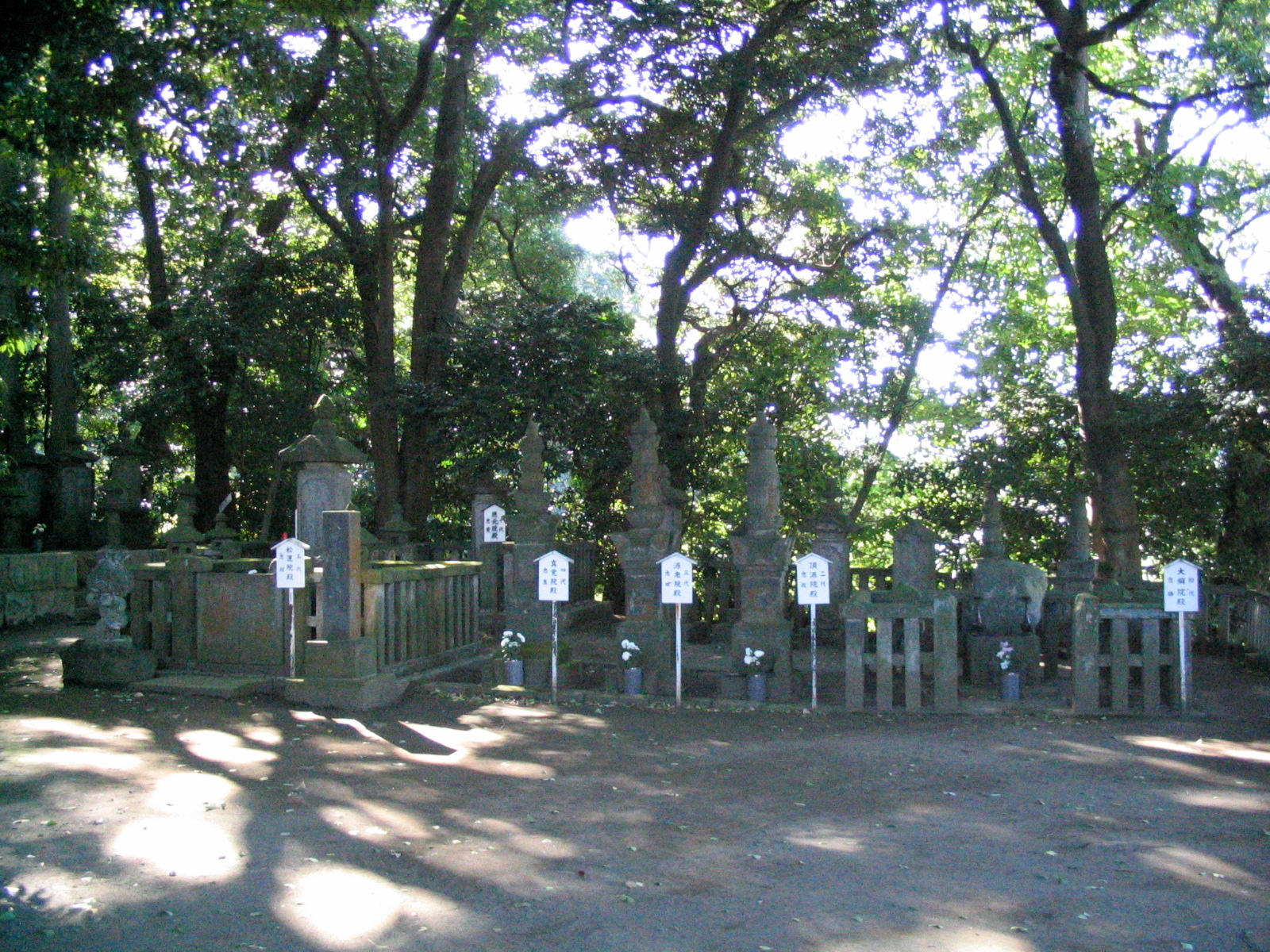
大岡家墓所（浄見寺）

元文元年（1736年）8月12日、寺社奉行となり、評定所一座も引き続き務める。寺社奉行時代には、元文3年（1738年）に仮完成した公事方御定書の追加改定や御触書の編纂に関わり、公文書の収集整理、青木昆陽に命じて旧徳川家領の古文書を収集させ、これも分類整理する。寺社奉行時代には2,000石を加増され5,920石となり、足高分を加え1万石の大名格とされた。本来、寺社奉行職（定員およそ4名）は大名の役職であり、奏者番（定員20〜30名）を兼帯することが通例であるが、足高の制により就任した忠相の場合は依然として正式身分は旗本であり、大名でなければなれない奏者番を兼帯しなかったため、奏者番を兼帯する寺社奉行の同役の大名達や奏者番達から虐げられたという話が残る。そもそも江戸城内において、奏者番には伺候する詰所（伺候席・詰席。いわゆる控室）が指定されていたが、寺社奉行職単独の詰所は用意されていなかった。通例では寺社奉行は奏者番と兼帯であるので、奏者番の席に伺候していればよかったが忠相はそうではないため、奏者番の面々は「ここは（大名の格式である）奏者番の詰所である。」として、旗本格のため奏者番ではない忠相の立ち入りを禁じた。このため数年に渡り忠相は寺社奉行でありながら、江戸城内で固有の詰所を持たない苦労を強いられていた。数年後にこの事態にようやく気がついた将軍吉宗により、“寺社奉行の専用の詰め所”が制定されて忠相にも控室が与えられることとなり、さらに寛延元年（1748年）10月、奏者番を兼任と同時に足高分が正式に加増として与えられ、三河国西大平（現岡崎市）1万石を領することとなり正式に大名となる。町奉行から大名となったのは、江戸時代を通じて忠相のみである。
寛延4年（1751年）6月20日には江戸城西丸へ移り大御所となっていた吉宗が死去する。『大岡日記』に拠れば忠相は前日の19日夕方に老中・若年寄が西丸へ登城したことを記しており、この日に吉宗の危篤を知ったと考えられている。『大岡日記』に拠れば忠相は20日五半時前（午前9時前）に西丸へ登城し、雁の間において寺社奉行の同役や高家衆らと老中酒井忠寄・松平武元から吉宗の死を知らされている。『徳川実紀』に拠れば23日に忠相をはじめとした葬儀担当者が定められ、27日に吉宗の遺命通りに綱吉廟への合葬が行われ、忠相も参列している。なお、『大岡日記』は吉宗葬儀前の閏6月8日条を以って記述を終えている。
『大岡日記』閏6月8日条に拠ればこの日、忠相は4時（午前10時）に登城して吉宗葬儀の諸事を手配しているが、体調がすぐれないため9時半（午後1時）には退出し、帰宅している。忠相の病状に関しては『大岡日記』の寛延3年（1750年）頃から「悪寒」「不快」「腹具合悪しき」「熱気・咽頭痛」などを記しており、呼吸器系・消化器系の疾患を患っていたと考えられている。『徳川実紀』に拠れば、7月6日には忠相ら葬儀担当者が褒賞され、忠相は時服5を与えられている。
『徳川実紀』『寛政重修諸家譜』に拠れば、忠相は11月2日に寺社奉行・奏者番の辞任を出願する。寺社奉行辞任に関しては受理されたが、奏者番辞任は認められなかったという。その後は自宅療養するが、12月19日に死去、享年75。
法名は松雲院殿前越州刺史興誉仁山崇義大居士。墓所は代々の領地のある神奈川県茅ヶ崎市堤の窓月山浄見寺。また、東京都台東区谷中の慈雲山瑞輪寺。

## 経歴
- 貞享3年12月10日（1687年1月23日） - 大岡忠真の養子となる。
- 元禄13年7月11日（1700年8月25日） - 家督相続。
- 宝永元年10月9日（1704年11月6日） - 書院番頭・大久保豊前守忠庸組から徒頭に異動。在職中の諱は忠相。また、市十郎から忠右衛門に改称する。
- 宝永4年8月12日（1707年9月7日） - 徒頭から使番に異動。
- 宝永5年7月25日（1708年9月9日） - 使番から目付に異動。
- 正徳2年1月11日（1712年2月17日） - 目付から山田奉行に異動。3月15日、従五位下能登守に叙任。
- 正徳6年（1716年）
  - 2月11日（3月4日） - 山田奉行御役御免。
  - 2月12日（3月5日） - 普請奉行に異動。
- 享保2年2月3日（1717年3月15日） - 普請奉行から江戸南町奉行に異動。越前守を名乗る。
- 享保7年6月28日（1722年8月9日） - 相役の町奉行・中山時春とともに関東地方御用掛に就任。
- 享保10年9月11日（1725年10月16日） - 石高2,000石加増。
- 元文元年8月12日（1736年9月16日） - 南町奉行から寺社奉行に異動し、石高2,000石加増。
- 寛延元年閏10月1日（1748年11月21日） - 奏者番を兼帯。石高4,000石加増で合計1万石（三河国西大平）となる。
- 寛延4年11月2日（1751年12月19日） - 病気依願により寺社奉行御役御免。
- 1912年（大正元年）11月19日 - 贈従四位。

## 大岡政談
江戸町奉行時代の裁判の見事さや、江戸の市中行政のほか地方御用を務め広く知名度があったことなどから、忠相が庶民の間で名奉行、人情味あふれる庶民の味方として認識され、庶民文化の興隆期であったことも重なり、同時代から後年にかけて創作「大岡政談」として写本や講談で人々に広がった。「徳川天一坊」、「村井長庵」、「越後伝吉」、「畔倉重四郎」、「後藤半四郎」、「小間物屋彦兵衛」、「煙草屋喜八」、「縛られ地蔵」、「五貫裁き」、「三方一両損」などのエピソードがある。これらは日本におけるサスペンス小説の原初的形態を示すものと言える。忠相の没後から講釈師による原型が作られると、幕末から明治にかけて発展し、歌舞伎などの素材などに使われ、また現代にいたってもTVドラマ化されている。
史学的検証では、数ある物語のうち忠相が町奉行時代に実際に裁いたのは享保12年（1727年）の「白子屋お熊事件」のみであることが指摘されている。現代に「大岡裁き」として伝えられているものの多くは、関東郡代や忠相の同僚である北町奉行・中山時春の裁定したもの（「直助・権兵衛」）や忠相没後の事件も含まれている。
また尾佐竹猛は、旧約聖書の列王記にあるソロモン王の英知として、互いに実子と主張し1人の子を取り合う2人の母親に対する調停の伝承など、聖書などに記される裁判物語がイスラム圏を経由し、北宋の名判官包拯の故事（「縛られ地蔵」と同様の逸話）になった後、エピソードに翻案され含まれたとする説を提唱。永禄3年（1560年）に、豊後でイエズス会の宣教師がクリスマスにソロモン裁判劇を行なったという記録もあり、木村毅は『比較文学新視界』「ソロモン裁判と大岡政談」（昭和50年（1975年））でチベットの伝説や釈尊（釈迦）の伝説が日本のキリシタンの影響で紛れ込んだとする。
中東系（インド系では釈迦前世物語）では、実子を取り合う母親のうち一人は人食い鬼としている。
通常、大岡は庶民の味方、正義の武士として物語に登場する。だが、学習院大学名誉教授の大石慎三郎は、大岡に関する伝記史料として信ずるに足りるのは『大岡忠相日記』がほとんど唯一のものである、とする。この日記は、私生活を記したいわゆる日記ではなく、公人としての忠相の職務日録であり、行政官僚としての町奉行を活写しており、大岡政談とほとんど関係ないことが示されている。
しかし、町火消し制度の創設や小石川養生所の設置などの事例に「政治家はかくあるべし」という江戸庶民の願望が仮託されて、「政談」に結晶されたという見方もされている。

## エピソード
- 忠相は痔の持病があり、痔の悪化により公務を欠席したことがある（『大岡忠相日記』より）。
- 勤務中はいつも髭抜きを使いながら仕事をしていた。肖像画にも髭抜きで髭を抜く姿が描かれたものがある。
- 文化13年（1816年）成立の『世事見聞録』によれば、ある時、徳川吉宗が忠相に「その方は何人くらい殺したか」と問われた。忠相は「二人殺しました」と答えた。吉宗は笑って「二人とは百分の一か、それとも千分の一か（本当は二百人、いや二千人だろう）」。忠相は「死刑にふさわしい罪を犯して処刑された者は、私が殺したのではありません。私が殺したと申し上げた二人のうち、一人は私の僉議（取り調べ）が厳しすぎたために、犯してもいない罪を自白して処刑された者で、もう一人は死刑になるほどの罪ではなかったのに、判決が下る前に牢死（牢内で病死）した者です」と答えた。忠相は「私は厳しく取り調べて自白させましたが、その者の様子がどこか気になり、じっくりと時間をかけて調べていくうちに真犯人が判明しました。しかし、自白した者は、すでに死刑に処されていました」と答え、冤罪で無実の人間を死に至らしめたことを後々まで悔やんでいたという[17]。
- 『世事見聞録』には、「是を以て見る時は享保の頃迄は牢死人は至て希なる事にてありしと見ゆ」とある。忠相が町奉行だった享保の頃は、未決囚を一人獄死させただけでも忠相が後悔するほど獄死者が少なかったという。『世事見聞録』が著された文化年間は、江戸だけで獄死者が毎年千人を超えるほど牢内環境は劣悪であった[18]。

## 大岡家文書
大岡家文書（三河国額田郡西大平大岡家文書）は『大岡日記』（大岡越前守忠相日記）や『享保撰要類集』や将軍家内書など忠相期を中心に忠相以前の将軍家朱印状などを含めた文書群で、昭和43年（1968年）に大岡家から国文学研究資料館に寄託されている。『撰要類集』は忠相が町奉行時代に編纂させた判例集で、忠相の評定所時代から寺社奉行時代、死後も幕末まで編纂は続けられた。

## 系譜
高祖母
- 於大の方 　於大の方―多劫姫―北条氏重―大岡忠高室―大岡忠相

父母
- 大岡忠高（実父）
- 北条氏重の娘（実母）
- 大岡忠真（養父）

正室
- 大岡忠真の娘

側室
- 市川氏

子女
- 大岡市十郎
- 大岡忠宜（次男） 生母は市川氏
- 大岡新三郎
- 中山時庸室

養女
- 中川忠利室、のち島津久芬室 - 松平近苗の娘

子孫
- 大岡忠輔 （旧西大平藩大岡家第14代当主）（同姓同名、同音異字）

## 関連作品
小説
- 吉川英治 『大岡越前』
- 松本清張 『乱灯江戸影絵』

テレビドラマ
- 大奥（1968年、関西テレビ、演：安井昌二）
- ナショナル劇場 大岡越前（1970 - 1999年、2006年、TBS、演：加藤剛）
- 姫君捕物控（1972年、日本テレビ、演：二谷英明）
- 白獅子仮面（1973年、日本テレビ、演：清川新吾）
- 暴れん坊将軍（1978 - 2003年、2004年、2008年、2025年、テレビ朝日、演：横内正→田村亮→大和田伸也→勝村政信）
- 大奥（1983年、関西テレビ、演：本郷功次郎）
- 徳川風雲録 御三家の野望（1986年、テレビ東京、演：山本学）
- 傑作時代劇 大岡政談（1987年、テレビ朝日、演：西郷輝彦）
- 大岡政談（1989年、フジテレビ、演：丹波哲郎）
- 丹下左膳（1991 - 1994年、テレビ朝日、演：橋爪功）
- 八代将軍吉宗（1995年、NHK大河ドラマ、演：滝田栄）
- 痛快大名徳川宗春（1996年、テレビ東京、演：西岡徳馬）
- 炎の奉行 大岡越前守（1997年、テレビ東京、演：市川海老蔵→市川團十郎）
- 丹下左膳（2004年、日本テレビ、演：西田敏行）
- 名奉行! 大岡越前（2005 - 2006年、テレビ朝日、演：北大路欣也）
- 徳川風雲録 八代将軍吉宗（2008年、テレビ東京、演：石黒賢）
- 大岡越前（2013年 - 、NHK BSプレミアム、演：東山紀之→高橋克典）
- 大奥（2023年、NHKドラマ10、演：MEGUMI）※男女逆転設定

映画
- 大奥〈男女逆転〉（2010年、演：板谷由夏）※男女逆転設定
- 超高速!参勤交代 リターンズ（2016年、演：古田新太）[19]

漫画
- よしながふみ『大奥』（白泉社）※男女逆転設定
- 小池一夫原作・小島剛夕画 『乾いて候』
- さいとう・たかを 『雲盗り暫平』
- 徳弘正也『もっこり半兵衛』（集英社）